# Född den fjärde juli (film)
Född den fjärde juli (originaltitel: Born on the Fourth of July) är en amerikansk biografisk dramafilm från 1989 i regi av Oliver Stone. Manuset skrevs av Ron Kovic och Oliver Stone, baserat på Kovics självbiografi med samma titel från 1976.
I filmen spelar Tom Cruise huvudrollen som Ron Kovic.

## Handling
Ron Kovic (Tom Cruise), som är född den 4 juli (USA:s nationaldag), växer upp i en arbetarklassfamilj i Massapequa, New York. Efter high school tar Kovic värvning i USA:s marinkår på 1960-talet och deltar i Vietnamkriget. Krigets grymma verklighet leder till att Kovics patriotiska ideal och världsbild krossas. Han kommer hem med en krigsskada som gjort honom förlamad från bröstkorgen och nedåt, men väl hemma i USA blir välkomnandet inte som han trott. Folk är oerhört trötta på kriget och han möts allt som oftast av skällsord ute på gatorna. När till och med hans egen bror uttrycker sitt missnöje över kriget börjar även Ron tvivla och så småningom ifrågasätta kriget.

## Rollista (urval)
| Tom Cruise         | – Ron Kovic                           |
| Bryan Larkin       | – Ron Kovic (som ung)                 |
| Willem Dafoe       | – Charlie                             |
| Kyra Sedgwick      | – Donna, Rons flickvän                |
| Jessica Prunell    | – Donna (som ung)                     |
| Raymond J. Barry   | – Eli Kovic, Rons far                 |
| Jerry Levine       | – Steve Boyer                         |
| Frank Whaley       | – Timmy Burns                         |
| Caroline Kava      | – Patricia Kovic, Rons mor            |
| Cordelia Gonzalez  | – Maria Elena                         |
| Ed Lauter          | – Befälhavare                         |
| John Getz          | – Major i Vietnam                     |
| Michael Wincott    | – Veteran #3 i Villa Dulce            |
| Edith Díaz         | – Madam i Villa Dulce                 |
| Richard Grusin     | – Coach i Massapequa                  |
| Stephen Baldwin    | – Billy Vorsovich                     |
| Bob Gunton         | – Läkare                              |
| Jason Gedrick      | – Menige Martinez                     |
| Richard Panebianco | – Joey Walsh                          |
| Anne Bobby         | – Susanne Kovic                       |
| Jenna von Oÿ       | – Susanne som ung                     |
| David Warshofsky   | – Löjtnant i Vietnam                  |
| Reg E. Cathey      | – Talare i Syracuse                   |
| Josh Evans         | – Tommy Kovic                         |
| Seth Allen         | – Tommy Kovic (som ung)               |
| Bruce MacVittie    | – Patient #2                          |
| Lili Taylor        | – Jamie Wilson                        |
| David Herman       | – Patient #1                          |
| Andrew Lauer       | – Veteran #1 i Villa Dulce            |
| Tom Sizemore       | – Veteran #2 i Villa Dulce            |
| Michael Compotaro  | – Menige William Charles Wilson       |
| Rob Camilletti     | – Tommy Finelli                       |
| Tom Berenger       | – Gunnery Sergeant Hayes, rekryterare |
| Richard Haus       | – Sergeant Bowers, rekryterare        |

## Om filmen
Oliver Stone träffade Ron Kovic på 1970-talet. Båda männen hade tjänstgjort i Vietnamkriget och erhållit både Bronze Star och Purpurhjärtat. Stone tjänstgjorde i arméns infanteri, erfarenheter som han kom att skildra i Plutonen. Det var först efter den kommersiella och kritikerrosade framgången med Plutonen som han erhöll finansiering för en filmatisering av Kovics självbiografi.
Filmen spelades till stor del på Filippinerna (scenerna som utspelas i Vietnam och Mexiko) samt i Dallas, Texas (scenerna i Massapequa, New York). Dale Dye tränade skådespelarna för att kunna agera trovärdigt i krigsscenerna. Budgeten var på uppemot 17,8 miljoner amerikanska dollar och såväl Stone och Cruise sänkte sina gage i utbyte mot procentuella vinstandelar.

## Mottagande
Filmen belönades med två Oscar, för bästa regi och bästa klippning. Den nominerades även för bästa film, bästa manliga huvudroll till Tom Cruise, bästa manus efter förlaga, bästa filmmusik, bästa foto och bästa ljud.
Filmen vann även fyra Golden Globes för bästa film – drama, bästa regi, bästa manliga huvudroll – drama till Cruise och bästa manus.